# Albíztur
Albíztur (oficialmente en euskera: Albiztur) es un municipio del territorio histórico de Guipúzcoa, País Vasco (España).

## Geografía
Albíztur está situado cerca del centro geográfico de la provincia española de Guipúzcoa, en la comarca de Tolosaldea. La localidad se sitúa a 31 km de la capital provincia, San Sebastián y a 6,5 km de Tolosa, la cabecera comarcal.
Albíztur ocupa la cabecera del pequeño y profundo valle de Salubita, creado por el río Igaran, un afluente del Oria. La parte norte del término municipal está formado por las laderas del monte Ernio y la sur por la del monte Intxurre; siendo la parte central del mismo la que coincide con el valle de Salubita. El núcleo de Albíztur se asienta en el fondo plano de este valle de naturaleza kárstica.
Su término municipal tiene una extensión de 13,09 km². Al norte limita con el monte Ernio que lo separa de Alquiza, al sur con Tolosa y Legorreta, al este con Tolosa y al oeste con Bidegoyan y Beizama.

## Demografía
Albíztur cuenta con una población de 324 habitantes (INE 2024).
| Gráfica de evolución demográfica de Albíztur entre 1842 y 2021                                                      |
| |
| Población de derecho según los censos de población del INE Población de hecho según los censos de población del INE |

Se cuenta con censos del municipio desde 1860 y se puede observar que la evolución de la población desde entonces ha sido siempre negativa, ya que cada censo ha contabilizado menos población que el anterior. Únicamente se aprecia un reciente y ligero repunte de población desde 2000 a 2004, de 291 a 296 habitantes, que parece indicar una estabilización de la población. En 1860 Albíztur contaba con 922 habitantes, más de tres veces la población actual. La emigración desde Albíztur se ha dirigido tanto a Sudamérica durante la segunda mitad del siglo XIX y primera del siglo XX como a las pequeñas ciudades industriales del entorno (especialmente Tolosa) en la segunda mitad del siglo XX. Albíztur ha sido a lo largo del último siglo y medio un municipio de emigrantes con una inmigración muy baja.
En líneas generales Albíztur posee las características sociales y de población de los pequeños núcleos rurales de la comarca de Tolosaldea. Un mayor peso de los grupos de mayor edad y de los varones frente a las mujeres; una mezcla de actividades agrícolas y ganaderas con el trabajo en la industria y una población vascoparlante y de ideología nacionalista en proporciones que superan el 95 %.

## Historia
El entorno de Albíztur ha estado habitado desde antiguo. En el municipio hay restos megalíticos que datan del Neolítico. Por otro lado en la cueva de Beondegi se hallaron restos de cerámica del Bronce-Hierro. También se han encontrado restos de un castro en la cima del monte Intxurre; esta población dominaría en su día gran parte del valle del Oria medio. En la Edad Media se erigió la fortaleza de Mendikute, un castillo roquero del siglo XI-XII.
La primera mención escrita que hace referencia a Albíztur data de 1384 y es la escritura de su agregación a la villa de Tolosa. A pesar de este hecho Albíztur conservaría cierta autonomía administrativa, así como un término amojonado. En 1617 Albíztur dejó de depender de Tolosa y pasó a convertirse en villa, título que compró al rey Felipe III. Desde 1651 perteneció a la Unión de Sayaz, para costear con otras localidades vecinas un representante común en las Juntas Generales de Guipúzcoa.
Por sus términos pasaba el Camino Real, por lo que contó con dos hospitales de peregrinos, dos posadas públicas y cuatro molinos.
Antiguamente el nombre de la población se escribía Albístur, pero a partir de 1920 paso a escribirse como Albíztur. Actualmente se escribe sin tilde.

## Administración y política
En las elecciones autonómicas celebradas en abril de 2005 resultó ganadora en esta localidad la coalición nacionalista PNV-EA con el 74,5 % de los votos, seguido del PCTV con el 16,1 % y Aralar con el 5,2 %.
La anterior alcaldesa fue Brigida Arrue de la agrupación local Albizturko Herritarrak (AH) (Ciudadanos de Albíztur). Su partido consiguió las 7 concejalías del municipio, frente al Partido Popular (las dos únicas listas del municipio), que no consiguió representación en el ayuntamiento, por obtener solamente 4 votos.
| Partido político                                              | 2015 | 2015       | 2011  | 2011       | 2007  | 2007       | 2003  | 2003       | 1999 | 1999       | 1995  | 1995       |
| Partido político                                              | %    | Concejales | %     | Concejales | %     | Concejales | %     | Concejales | %    | Concejales | %     | Concejales |
| Partido Socialista de Euskadi-Euskadiko Ezkerra (PSE-EE PSOE) | 7,65 | 7          | 5,66  | 0          | —     | —          | —     | —          | —    | —          | —     | —          |
| Partido Popular del País Vasco (PP)                           | 0,00 | 0          | 0,63  | 0          | 2,67  | 0          | 5,06  | 0          | —    | —          | —     | —          |
| Aralar                                                        | —    | —          | 73,58 | 7          | —     | —          | —     | —          | —    | —          | —     | —          |
| Albizturko Herria (AH)                                        | —    | —          | —     | —          | 91,33 | 7          | —     | —          | —    | —          | —     | —          |
| Herritarrak (H)                                               | —    | —          | —     | —          | —     | —          | 89,24 | 7          | —    | —          | 96,86 | 7          |

## Economía
Las actividades económicas tradicionales del municipio han sido la agricultura de montaña, la ganadería y la explotación forestal. Albíztur posee un terreno muy montañoso; pero fértil, con buenos pastos, abundancia de agua y árboles. Son destacables también las canteras de piedra caliza que posee.
En la actualidad siguen existiendo cerca de 70 explotaciones agrícola-ganaderas en el municipio, explotaciones en su mayor parte de carácter familiar y ligadas al caserío como unidad económica y social. La mayor parte de ellas son explotadas a tiempo parcial por sus propios propietarios.
Hay media docena de restaurantes en el municipìo que atraen numerosos visitantes durante los fines de semana, a degustar la especialidad local, las alubias de Tolosa. Fuera del sector hostelero (bares y restaurantes) no existe casi comercio en el municipio.
En cuanto a la industria hay una fábrica del sector papelero con cerca de 60 puestos de trabajo en el municipio, así como una panificadora que da trabajo a una decena de personas.
La mayor parte de la gente del municipio trabaja en la industria y servicios de los municipios vecinos, especialmente Tolosa. Tolosa, que está relativamente cerca, es la población donde acuden los vecinos de Albíztur, para obtener los servicios que no encuentran en su municipio.

## Cultura

### Patrimonio
No cuenta con gran patrimonio el municipio. Lo más interesante es el conjunto de la plaza compuesto por la iglesia de Nuestra Señora de la Asunción, erigida en el siglo XVI, aunque de aspecto barroco debido a las remodelaciones posteriores, el edificio del ayuntamiento y varias casas más de aspecto tradicional.
En el municipio hay dos ermitas, un lavadero, varias fuentes y numerosos caseríos que poseen cierto interés.
Son destacables también los restos arqueológicos del monte Intxurre.

### Fiestas y tradiciones
Las fiestas del pueblo se celebran el 15 de agosto por la festividad de la Asunción de la Virgen.
La especialidad gastronómica local es la alubia negra, conocida como alubia de Tolosa. Una alubiada se compone de alubias negras, berza, morcilla, costilla de cerdo y guindillas. Existen varios restaurantes en el pueblo cuya especialidad es la alubiada.

## Personas destacadas
- Juanito Muguerza Yriarte (1850-? ): Sacerdote que ejerció en Artadi, de fabulosa fortaleza física. Palankari en su juventud. Citado por varios autores como gran amigo y confidente del cura Santa Cruz durante la tercera guerra carlista.
- Iñaki Malbadi (1957): Es un trikitilari, compositor del fandango que lleva el nombre de su pueblo (Albíztur).[6] Fue el primer trikitilari de Albíztur, y hoy día es el patriarca de una prospera generación de trikitilaris, los cuales han pasado todos por su escuela.